# Rui Morisson
Rui Morisson (Lisboa, 27 de junho de 1948) é um ator e locutor português.

## Biografia
Entre 1973 e 1996, foi uma das personalidades mais conhecidas da rádio em Portugal, tendo inclusive ganho vários prémios. Morrison Hotel foi o seu programa de rádio mais popular, transmitido pela Rádio Comercial. Mas foi o programa «Dois Pontos» (criado por outro grande locutor e produtor de rádio, Jaime Fernandes) que o trouxe à ribalta, na estação então conhecida por RDP-Programa 4 (antigo Rádio Clube Português FM, depois de nacionalizado a seguir ao 25 de Abril de 1974). Rui Morisson fez ainda parte da troica (Jaime Fernandes, Rui Morrison, Luís Filipe Barros) que fundou o celebre programa de rádio «Rock em Stock» (nome que foi retirado de um anterior ciclo de programas musicais, de José Nuno Martins e com a colaboração de Jaime Fernandes, emitido no 1º canal da RTP, no inicio das tardes de Sábado).
Em 2010, foi premiado com Globo de Ouro Português, na categoria de melhor ator de cinema.

## Televisão: Cinema+Tele-novelas+Séries
| Ano         | Título                             | Papel                    | Notas                              |
| ----------- | ---------------------------------- | ------------------------ | ---------------------------------- |
| 1983        | Um S Marginal                      | Jornalista               | —                                  |
| 1984        | O Lugar do Morto                   | —                        | RTP-(Elenco Recorrente)            |
| 1993        | Aqui na Terra                      | padre                    | RTP-(Elenco Regular)               |
| 1994        | Três Palmeiras                     | —                        | voz                                |
| 1999        | Mal                                | Pedro                    | —                                  |
| 2001        | A Hora da Morte                    | Dr. Moreira              | telefilme                          |
| 2001        | Quem És Tu?                        | Manuel de Sousa Coutinho | —                                  |
| 2002        | Aparelho Voador a Baixa Altitude   | Dr. Gould                | —                                  |
| 2002        | O Delfim                           | Caçador/Narrador         | —                                  |
| 2003        | Rádio Relâmpago                    | Fernando                 | telefilme                          |
| 2004        | Mortelle conviction                | advogado                 | telefilme francês                  |
| 2004        | Lá Fora                            | João                     | (Elenco Secundário)                |
| 2004        | Duas Pessoas                       | cliente                  | curta-metragem                     |
| 2004        | O Quinto Império - Ontem Como Hoje | D. Afonso IV             | filme de Manuel de Oliveira        |
| 2005        | Inspector Max                      | médico                   | episódio 19 da série               |
| 2005        | Até Amanhã, Camaradas              | camarada do partido      | minissérie                         |
| 2005        | Arquivo Geral                      | Pedro                    | curta-metragem                     |
| 2005        | O Fatalista                        | narrador                 | —                                  |
| 2006        | Bocage                             | duque de Lafões          | série                              |
| 2007        | Agora Tu                           | —                        | curta-metragem                     |
| 2007        | The Lovebirds                      | Empregado do bar         | —                                  |
| 2007        | Corrupção                          | procurador               | drama- crime                       |
| 2008        | Um Amor de Perdição                | Domingos Botelho         | —                                  |
| 2008        | A Corte do Norte                   | médico                   | —                                  |
| 2008        | Aljubarrota                        | D. João de Castela       | —                                  |
| 2008        | Liberdade 21                       | —                        | episódio 29 da série               |
| 2008        | Rebelde Way                        | Almeida                  | episódio 57 da série               |
| 2009        | Um Lugar para Viver                | Dr. Teixeira             | episódio 7 da série                |
| 2009        | Os Sorrisos do Destino             | Carlos Albuquerque       | Melho ator de cinema Globo de ouro |
| 2010        | Beija-me Depressa                  | narrador                 | curta-metragem                     |
| 2010        | O Espelho Lento                    | —                        | curta-metragem                     |
| 2010        | Cidade Despida                     | Emanuel Mota             | episódio 2 da série                |
| 2010        | Mistérios de Lisboa                | Marquês de Montezelos    | —                                  |
| 2010        | Filme do Desassossego              | Homem Funeral            | —                                  |
| 2011        | Laços de Sangue                    | Médico                   | SIC (Participação Especial)-novela |
| 2011        | A Morte de Carlos Gardel           | Álvaro                   | —                                  |
| 2011        | Noite de Paz                       | Alberto                  | telefilme                          |
| 2011        | O Último Tesouro                   | —                        | série                              |
| 2011        | Conta-me Como Foi                  | —                        | episódio 90                        |
| 2012        | Em Câmara Lenta                    | Santiago                 | —                                  |
| 2012        | Photo                              | Fontana                  | —                                  |
| 2012        | Dancin' Days                       | Inspetor Marques         | SIC(Participação Especial)- novela |
| 2013        | Sol de Inverno                     | Lourenço                 | SIC(Participação Especial)- novela |
| 2013        | El tiempo entre costuras           | mordomo                  | —                                  |
| 2013        | Os Maias                           | Vilaça                   | longa metragem                     |
| 2014        | Jardins Proibidos                  | Luís Gama                | TVI(Elenco Principal)-novela       |
| 2016        | Amor Maior                         | Dr. Mendes               | SIC(Elenco Adicional)-novela       |
| 2017        | Paixão                             | Alexandre Marreiros      | SIC(Participação Especial)-novela  |
| 2018-2019   | Vidas Opostas                      | Álvaro Candal            | SIC(Antagonista)- novela           |
| 2023 - 2024 | Flor Sem Tempo                     | Fernando Torres          | SIC(Participação Especial)- novela |